# 于茨
于茨（法語：Yutz，法語發音：[jyts]；洛林法兰克语：Jäiz）是法国摩泽尔省的一个市镇，位于该省北部，摩泽尔河右岸，属于蒂永维尔区。

## 地理
于茨（49°21'32"N, 6°11'19"E）面积13.97 平方千米，位于法国大東部大區摩泽尔省，该省份为法国东北部内陆省份，是洛林的一部分，西南接默尔特-摩泽尔省，东临下莱茵省，北与卢森堡和德国接壤。
与于茨接壤的市镇（或旧市镇、城区）包括：贝尔特朗日、下阿姆、伊朗日、金齐什、马诺姆、蒂永维尔、斯蒂康日。
于茨的时区为UTC+01:00、UTC+02:00（夏令时）。

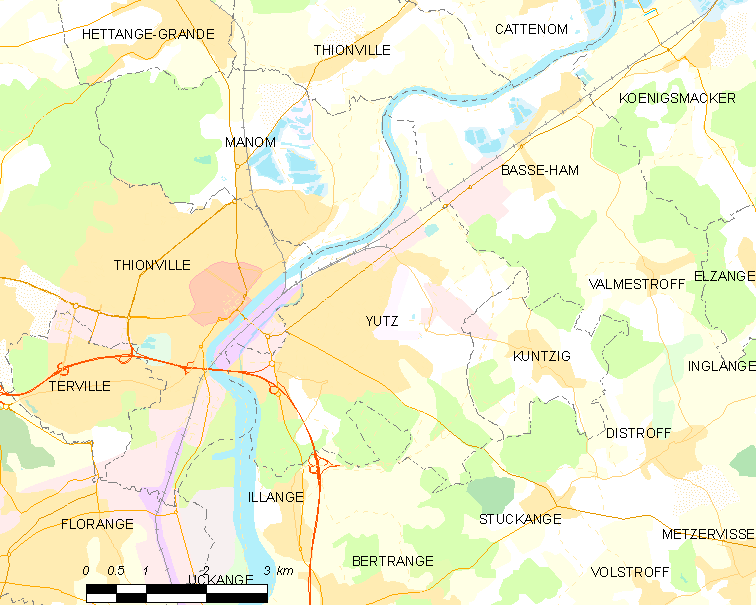
于茨的OSM定位图

## 行政
于茨的邮政编码为57970，INSEE市镇编码为57757。

## 政治
于茨所属的省级选区为于茨县。

## 人口

1962-2008年间于茨人口变化图示

于茨于2022年1月1日时的人口数量为17497人。